# China Open 2010 - Qualificazioni singolare maschile
Le qualificazioni del singolare maschile del China Open 2010 sono state un torneo di tennis preliminare per accedere alla fase finale della manifestazione. I vincitori dell'ultimo turno sono entrati di diritto nel tabellone principale. In caso di ritiro di uno o più giocatori aventi diritto a questi sono subentrati i lucky loser, ossia i giocatori che hanno perso nell'ultimo turno ma che avevano una classifica più alta rispetto agli altri partecipanti che avevano comunque perso nel turno finale.
Le qualificazioni del China Open  2010 prevedevano 16 partecipanti di cui 4 sono entrati nel tabellone principale.

## Teste di serie
1. Michael Berrer (Qualificato)
2. Łukasz Kubot (Qualificato)
3. Kevin Anderson (primo turno)
4. Illja Marčenko (Qualificato)

1. Michael Russell (ultimo turno)
2. Michał Przysiężny (primo turno)
3. Rainer Schüttler (ultimo turno)
4. Tejmuraz Gabašvili (ultimo turno)

## Qualificati
1. Michael Berrer
2. Łukasz Kubot

1. Paul-Henri Mathieu
2. Illja Marčenko

## Tabellone

### Legenda
| - Q = Qualificato - WC = Wild card - LL = Lucky loser | - ALT = Alternate - SE = Special Exempt - PR = Protected Ranking | - w/o = Walkover - r = Ritirato - d = Squalificato |

### Sezione 1
|  | Primo turno | Primo turno       | Primo turno    | Primo turno | Primo turno |  |  | Ultimo turno | Ultimo turno   | Ultimo turno | Ultimo turno | Ultimo turno |  |
|  |             |                   |                |             |             |  |  |              |                |              |              |              |  |
|  | 1           | Michael Berrer    | Michael Berrer | 6           | 6           |  |  |              |                |              |              |              |  |
|  |             | Wu Di             | Wu Di          | 2           | 4           |  |  | 1            | Michael Berrer | 5            | 6            | 6            |  |
|  |             | Grega Žemlja      | 5              | 6           | 5           |  |  |              | Grega Žemlja   | 7            | 4            | 3            |  |
|  | 6           | Michał Przysiężny | 7              | 1           | 3r          |  |  |              |                |              |              |              |  |

### Sezione 2
|  | Primo turno | Primo turno      | Primo turno      | Primo turno | Primo turno |  |  | Ultimo turno | Ultimo turno     | Ultimo turno | Ultimo turno | Ultimo turno |  |
|  |             |                  |                  |             |             |  |  |              |                  |              |              |              |  |
|  | 2           | Łukasz Kubot     | Łukasz Kubot     | 7           | 6           |  |  |              |                  |              |              |              |  |
|  |             | Harel Levy       | Harel Levy       | 6(1)        | 3           |  |  | 2            | Łukasz Kubot     | 1            | 7            | 6            |  |
|  | 7           | Rainer Schüttler | Rainer Schüttler | 6           | 7           |  |  | 7            | Rainer Schüttler | 6            | 5            | 3            |  |
|  |             | Harri Heliövaara | Harri Heliövaara | 3           | 62          |  |  |              |                  |              |              |              |  |

### Sezione 3
|  | Primo turno | Primo turno        | Primo turno        | Primo turno | Primo turno |  |  | Ultimo turno | Ultimo turno       | Ultimo turno       | Ultimo turno | Ultimo turno |  |
|  |             |                    |                    |             |             |  |  |              |                    |                    |              |              |  |
|  |             | Paul-Henri Mathieu | Paul-Henri Mathieu | 7           | 7           |  |  |              |                    |                    |              |              |  |
|  | 3           | Kevin Anderson     | Kevin Anderson     | 5           | 65          |  |  |              | Paul-Henri Mathieu | Paul-Henri Mathieu | 6            | 6            |  |
|  | 8           | Tejmuraz Gabašvili | Tejmuraz Gabašvili | 6           | 7           |  |  | 8            | Tejmuraz Gabašvili | Tejmuraz Gabašvili | 3            | 3            |  |
|  |             | Chang Yu           | Chang Yu           | 0           | 5           |  |  |              |                    |                    |              |              |  |

### Sezione 4
|  | Primo turno | Primo turno     | Primo turno     | Primo turno | Primo turno |  |  | Ultimo turno | Ultimo turno    | Ultimo turno    | Ultimo turno | Ultimo turno |  |
|  |             |                 |                 |             |             |  |  |              |                 |                 |              |              |  |
|  | 4           | Illja Marčenko  | Illja Marčenko  | 6           | 6           |  |  |              |                 |                 |              |              |  |
|  |             | Ma Ya-nan       | Ma Ya-nan       | 2           | 3           |  |  | 4            | Illja Marčenko  | Illja Marčenko  | 6            | 6            |  |
|  | 5           | Michael Russell | Michael Russell | 6           | 6           |  |  | 5            | Michael Russell | Michael Russell | 2            | 2            |  |
|  |             | Zhang Ze        | Zhang Ze        | 3           | 2           |  |  |              |                 |                 |              |              |  |